# August Weber
Pour les articles homonymes, voir Weber.
August Weber (1817–1873) est un peintre prussien de l'École de peinture de Düsseldorf.

## Biographie
Il étudie la peinture de paysages à Frankfort auprès de Heinrich Rosenkranz, et continue ses études en 1835 auprès de Johann Heinrich Schilbach à Darmstadt, puis au Städel Institute à Francfort. Il se rend en 1838 à Düsseldorf. Il devient professeur, et parmi ses élèves figurent Theodor Martens et John Robinson Tait.
En 1844, année où il se marie, il est cofondateur de l'association des artistes de Düsseldorf.
Il meurt d'une pneumonie le 9 septembre 1873.

## Galerie

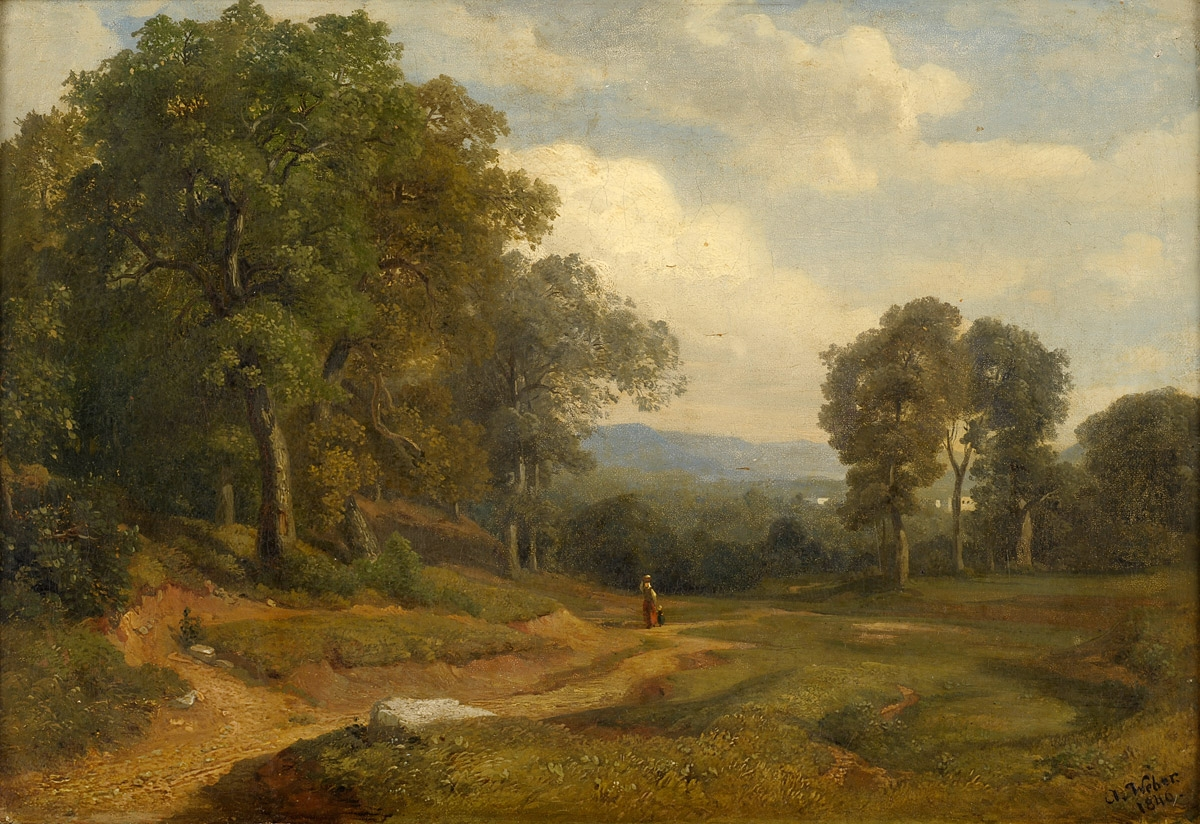
Paysage d'été (1846)
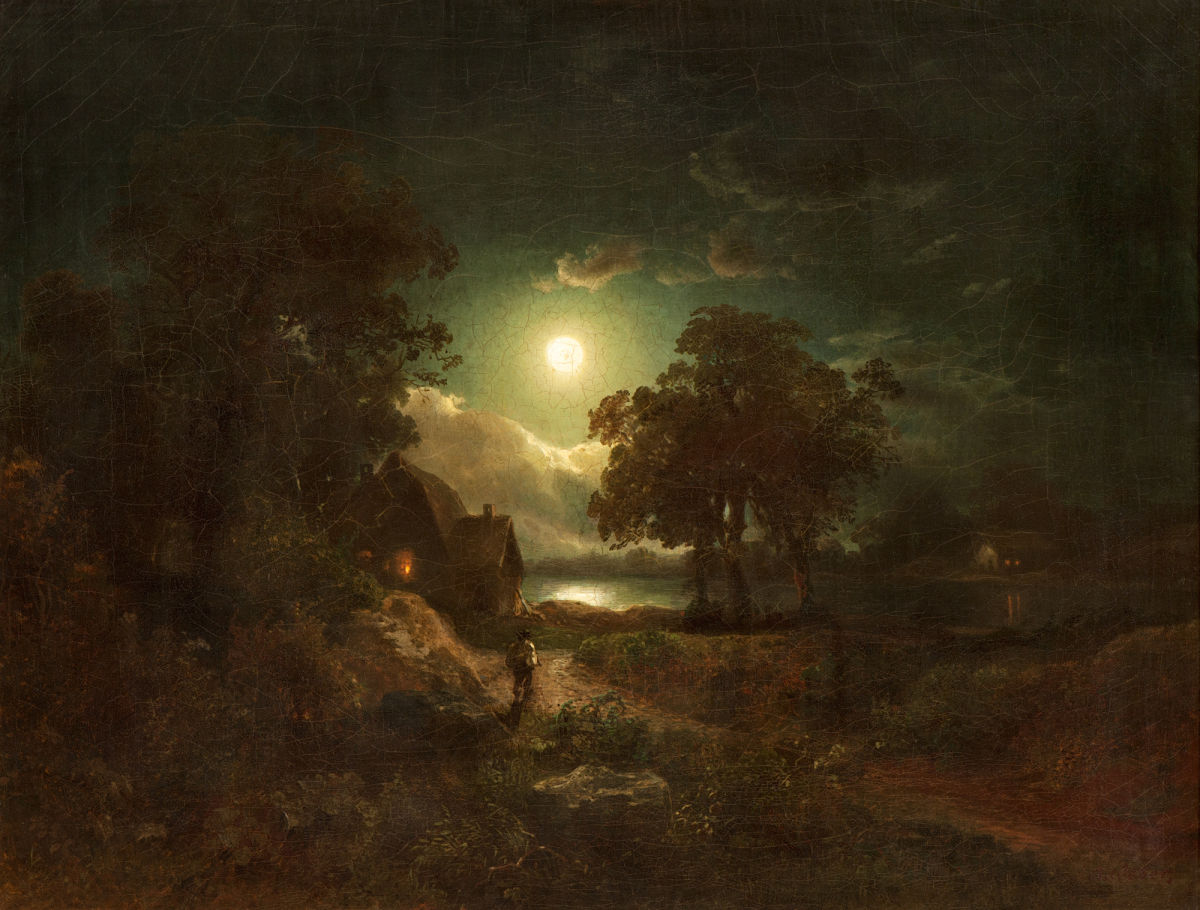
Clair de lune